# Gustav Bally
 (novembre 2024).
Gustav Bally, né le 4 décembre 1893 à Mannheim et mort le 29 novembre 1966 à Zurich, est à partir de 1956 professeur de psychothérapie à l'UNAM[Quoi ?].

## Biographie
Il est le fils du chimiste Oscar Bally, dont le père Gustav Bally est le frère du célèbre Carl Franz Bally, fondateur de la fabrique de chaussures Bally. Dans les années 1913-1920, il a étudié la médecine à Zurich et à Heidelberg.
Son article, paru dans la Neue Zürcher Zeitung en 1934, lance la polémique quant à la proximité de Carl Gustav Jung avec l'idéologie nazie. Il demande à Jung de préciser sa position vis-à-vis de ce qu'il nomme la « psychologie et psychothérapie de souche allemande ».